# Colli della Sabina rosato
Il Colli della Sabina rosato è un vino DOC la cui produzione è consentita nelle province di Rieti e Roma.

## Caratteristiche organolettiche
- colore: rosato più o meno intenso
- odore: vinoso e delicatamente fruttato
- sapore: fresco da secco ad amabile

## Produzione
Provincia, stagione, volume in ettolitri
- nessun dato disponibile